# Aachener Karnevalsverein
Der Aachener Karnevalsverein gegr. 1859 e. V. (AKV), frühere Schreibweise: Aachener Carnevalsverein (ACV), ist ein im Jahr 1859 in Aachen gegründeter Karnevalsverein. Er ist der zweitälteste Verein dieser Art der Stadt Aachen und von der Mitgliederzahl her aktuell der größte. Der AKV ist Ausrichter der jährlichen Verleihung des Ordens wider den tierischen Ernst. Seit dem 20. Mai 2019 dürfen auch Frauen Mitglieder werden.

## Geschichte

### Florresei
Am 12. Februar 1829 wurde der Karnevalsverein Florresei im damals neuen Aachener Stadttheater unter Beteiligung des Bürgermeisters Edmund Emundts und einer „stattlichen Anzahl ehrenwerter Männer“ von dem Justizbeamten Clemens August Hecker und einem Carnevals-Comitée, dem späteren Elferrat, mit Genehmigung des Aachener Polizeidirektors Friedrich Joseph Freiherr von Coels von der Brügghen gegründet. Zweck der den damaligen Erfordernissen entsprechend polizeilich genehmigten Vereinsgründung war die Ordnung und Regulierung des Aachener Karnevalstreibens. Die Namensgebung stammt laut Conrad Stossberg, dem ersten Chronisten der Florresei, von flor blühen bzw. Flora Blumen und bezeichnet in Aachen einen Menschen in schillernder Kleidung, den Florres. Laut Will Hermanns ergibt sich das Wort aus dem frz. faire florés, dem lat. flos und bedeutet herrlich und in Freuden leben.
Der erste Maskenumzug dieser Karnevalsgesellschaft fand im Jahr 1830 statt und galt als bürgerliche Adaption einer ursprünglich dem Adel vorbehaltenen Festzugsform. Reichskanzler Otto von Bismarck wurde 1879 von der Florresei zum Ehrenmitglied ernannt. Auch 1883 ist noch von der Florresei die Rede, welche vermutlich 1899 in der Antikarnevalsstimmung unterging.
Seit 1997 erlebt der Traditionsname Florresei ein zeitgemäßes Comeback in Form eines Kostümballs des AKV, organisiert von den Ehrenhüten, den seit 1830 als Chapeaux d'honneur vereinten Ball- und Festordnern, im Barocksaal des Alten Kurhauses Aachen, welcher zu diesem Zweck der Florresei-Palast genannt wird.

### ACV
Am 9. Dezember 1859 spaltete sich von der Florresei auf Initiative von Christian Felix Ackens und dem amtierenden Präsidenten der Florresei, Peter Kaatzer, eine Gruppe ab und gründete im Weinlokal Zum neuen Klüppel den Neuer Aachener Carnevalsverein. Im ersten Vereinsjahr wurden 222 Herren der besseren und besten Stände der Stadt Mitglied. Der Jahresbeitrag inklusiv Kappe in den Farben Blau-Gelb-Rot-Weiß und Liederbuch betrug anfangs drei Vereinstaler.
Die Anfangsjahre galten als unordentlich, da vier Sessionen ohne Ordensverleihung abgehalten wurden. Im Jahre 1865 wurde die erste Vereinszeitung Echo des Aachener Carnevalsvereins herausgegeben und die ersten zwei Karnevalsorden waren gestiftet worden. Zur Satzung gehörte u. a. auch das wohltätige Engagement. Ein Maskenzug aller Karnevalsvereine wurde 1864 vom ACV bewirkt und bis 1899 wurde der ACV über die Stadtgrenzen hinaus bekannt. Ab 1881 stellte ausschließlich der AKV den Aachener Karnevalsprinzen. Von 1899 bis 1921 trat der Karneval in den Hintergrund und wurde zunächst als heidnisches Brauchtum angeprangert und später dann von den Kriegswirren übertönt und zeitweise eingestellt.

### AKV
Auf Veranlassung von Peter Geulen fand im Oktober 1921 eine Neuauflage des Vereinslebens statt. Am 12. November 1921 fand die erste Generalversammlung seit 1913 statt und der Verein schrieb sich fortan Aachener Karnevalsverein. Anlässlich seiner Ehrung zur 50-jährigen Mitgliedschaft gründete 1923 der mittlerweile auch zum Ehrenvorsitzenden ernannte Geulen die Peter Geulen Stiftung für Kriegsblinde. Gesetzliche Einschränkungen, die Wirtschaftskrise und die Endphase der Weimarer Republik belasteten die Aktivitäten des Vereins und mit Beginn des Zweiten Weltkrieges entfielen schließlich jegliche Art von karnevalistischen Veranstaltungen. Erst am 22. November 1947 konnte der AKV seine erste Mitgliederversammlung nach dem Krieg mit 82 von 248 Mitgliedern im Aachener Bürgerbräu abhalten.
Als nun eingetragener Verein und mittlerweile Mitglied des im Jahr 1935 gegründeten Ausschuss Aachener Karneval begann der AKV die Session 1953 und der Prinz wurde im provisorisch erstellten Saal des Neuen Kurhauses proklamiert. Mit Kriegsende waren die bisherigen wohltätigen Stiftungen zwar erloschen aber diese Vereinstradition wurde 1954 von der neuen Jacques Königstein-Stiftung für Kriegsopfer und notleidende Hinterbliebene wiederfortgeführt.
Seit 1950 beziehungsweise 1954 verleiht der AKV auf Initiative von Jacques Königstein den Orden wider den tierischen Ernst, die bedeutendste und überregional bekannteste Auszeichnung des AKV, die bis auf 1991 wegen des zweiten Golfkriegs jährlich ausgehändigt wird. Ab 1985 bemühte sich der AKV um Professionalität und schlug einen mercantilen Kurs ein. Im Jahr 1991 wurde ein hauptamtlicher Geschäftsführer eingestellt und seit Juni 1996 finden die Versammlungen in eigenen Räumen statt.
Auf Initiative des amtierenden Präsidenten Helmut Strack und mit maßgeblicher Unterstützung des Hauptsponsors Heinz-Gregor Johnen wurde 1992 der mit 3.333 Euro dotierte „Zentis-Kinderkarnevalspreis“ ins Leben gerufen, der seitdem jährlich an Personen oder Gruppen aus dem Aachener Kinderkarneval verliehen wird.
Darüber hinaus erwarb der AKV im Jahr 1993 die Sammlung Crous, eine historische Kunst- und Raritätensammlung von Helmut A. Crous. Die gemeinnützige GmbH befindet sich seit 1996 in dem Alten Kurhaus.

## Gliederung
Der Verein besteht aus dem Präsidenten, dem 1. und 2. Vize-Präsidenten, dem Schatzmeister und Geschäftsführer, dem Elferrat und Elferratsbeirat, dem technischen Beirat, dem Pressesprecher, dem Maskottchen Barki, einem Enkel des Bahkauvs und den im Ballotage-Verfahren gewählten Mitgliedern sowie dem Ritterkonvent. Dazu kamen später unter anderem noch die 13 Ehrenhüte, seit 1937 die Senatoren, seit 1982 das Prinzenkorps als einem Zusammenschluss der Ex-Prinzen und seit 2004 das Creative-Team hinzu.

## Festivitäten und Aktivitäten
Die Sessionshöhepunkte sind unter anderem die Verleihung des Ordens wider den tierischen Ernst; die Prinzenproklamation; seit 1960 die Marktsitzung am Fettdonnerstag, seit 1997 der Florresei-Palast, sowie der Abschlussball mit Festvorstellung im Aachener Stadttheater, bei dem der Prinz um Mitternacht vom Veilchendienstag auf den Aschermittwoch abdankend hinausgetragen wird. Außerhalb der Karnevalssession gehören der Herrenabend, das Sommerfest und seit 2008 die Oldtimer-Rallye zu den Vereinsveranstaltungen.
Darüber hinaus betätigt sich der AKV seit 1979 als Winzer mit etwa zehn mal elf Riesling-Weinstöcken auf dem Wingertsberg im Aachener Stadtgarten. Die Rebstöcke stammen von der Trierer Karnevalsgesellschaft Heuschreck und liefern seit 1982 circa 50 bis 70 Weißweinflaschen pro Jahr. Als Pacht in Höhe von symbolischen 111 Cent erhält die Stadt Aachen für ihre närrische Ratssitzung am Fettdonnerstag elf Flaschen, die anderen werden zu Jubiläen und Auszeichnungen vergeben. Das Aachener Grünflächenamt pflegt und betreut die Rebstöcke. Nach der Traubenlese erfolgt die Traubenbearbeitung und Abfüllung auf dem Weingut Karthäuserhof in Trier-Eitelsbach. Der Weinberg des AKV gilt als der nördlichste in Europa. Die Narrenauslese trägt den Namen Oecher-Heuschreck-Durchbruch und wird von den einen als sauer, von anderen als edel mit einer gewissen Süße bezeichnet.
Zu den befreundeten Vereinen gehören seit über 180 Jahren die KG Trierer Heuschreck, seit über 120 Jahren die Dülkener Narrenakademie, seit den 1960er Jahren die Narrengilde Ettlingen, die den AKV 1983 mit dem Narrenbrunnenpreis auszeichnete und seit 1973 die Schweizer Ehren-Födlebürger der Stadt St. Gallen, die gegen Spießbürgertum angeht.

## Präsidenten
- 1859–1863 Christian Felix Ackens
- 1868–1871 Max Möller
- 1871–1873 Carl Theodor Küpper
- 1873–1880 Leopold Cornely
- 1880–1884 Peter Boehmer
- 1884–1887 Carl Theodor Küpper
- 1887–1891 Louis Gilljam, 1883 Prinz Karneval
- 1891–1893 Joseph Buchholz
- 1894–1899 Alex Weber
- 1900–1906 ohne Präsident
- 1907–1910 Louis Gilljam
- 1911–1914 Julius Thyssen
- 1914–1925 ohne Präsident
- 1925–1929 Julius Thyssen
- 1930–1939 Jacques Königstein, 1927 Prinz Karneval
- 1939–1947 ohne Präsident
- 1947–1968 Jacques Königstein, Ehrenpräsident, 1967 Narrenbrunnenpreis der Narrengilde Ettlingen
- 1968–1971 Erich Servais, Übergangspräsident mit Jacques Königstein als Sitzungspräsident der Ordensverleihung
- 1971–1984 Helmut A. Crous, Vizepräsident, Ehrenpräsident, 1986 Dr. humoris causa der Dülkener Narrenakademie, Ehrenminister des Trierer Heuschreck, Ehrenmitglied AAK
- 1984–1987 Jules Peters, 1954 Prinz Karneval, seit 1951 AKV-Mitglied
- 1987–1997 Georg Helg, 1960 Prinz Karneval, Ehrenpräsident, Ehrenminister des Trierer Heuschreck
- 1997–2003 Dirk von Pezold, Ehrenpräsident, Ehrenminister des Trierer Heuschreck, 1994 Narrenbrunnenpreis, 2003 Dr. humoris causa der Dülkener Narrenakademie
- 2004–2007 Dieter Bischoff, 1968 Prinz Karneval, Ehrenmitglied, seit 2008 Senator, Ehrenminister des Trierer Heuschreck
- 2007–2010 Horst Wollgarten
- 2010–2022 Werner Pfeil, Ehrenpräsident
- seit 2022 Wolfgang Hyrenbach

## Orden
- Schwanen-Orden verliehen seit 1865 als Anerkennung für besondere Reden, benannt nach dem Stifter Franz Schwan. Der älteste AKV-Orden ist eine silberne Medaille mit einem Schwan über dem eine Eule fliegt. Im Jahr 1960 erfolgte eine Goldausführung. Dieser Wanderorden, es gibt nur ein Exemplar, wird für lebenslange Verdienste verliehen. Seit 1997 ist Georg Helg der Träger.
- Schwere Not Orden/Schwerenöterorden verliehen seit 1865 für den Elferrat, wegen ihrer Mühen/Schweren Not nach 11-jährigem Amt. Er zeigt wie eine Eule mit einer bezopften Perücke wegfliegt. Dieser Orden wird an einer vierfarbigen Schleife an der Brust getragen.
- Heuschrecken-Orden verliehen seit 1873 für Aktive, gestiftet von Carl Theodor Küpper, benannt nach der in freundschaftlicher Beziehung zum Verein stehenden Trierer KG Heuschreck. Die Form des Ordens ist die einer Heuschrecke. Sie hält das Schriftband: Aachener Carnevals Verein.
- Windmühlen-Orden verliehen seit 1918, gestiftet von Friedrich Leopold Cornely, eine der höchsten Auszeichnungen des Aachener Karnevals, silberner Stern mit avers gekappter Mühle, den Initialen von Friedrich Leopold F.L. sowie der Devise Gloria tibi Dülken, eine Reminiszenz an die befreundschaftete Dülkener Narrenakademie. Mit dem Halsorden an einem orangefarbenen Band wurden Norbert Blüm und Freiherr Philipp Franz zu Guttenberg geehrt.
- Peter-Geulen-Verdienstorden verliehen seit 1928, gestiftet von Peter Geulen (Ehrenpräsident) anlässlich seiner 55-jährigen AKV-Mitgliedschaft, insgesamt elfmal verliehen.
- Peter-Geulen-Gedächtnisorden verliehen seit 1935.
- Eulenspiegel-Orden
- Normalklasse Orden 1955.
- Sonderklasse Orden 1955.
- Jacques-Königstein-Kette verliehen seit 1955, gestiftet von Jacques Königstein als Anerkennung der besten karnevalistischen Sessiondarbietung (Büttenreden, Gesang, Parodie) ausgenommen Tanzvorstellungen. Wanderorden, jedoch nach zwei- oder dreimaliger Auszeichnung in Folge wird der Orden Eigentum.
- Orden wider den tierischen Ernst verliehen seit 1954.
- Felixorden verliehen seit 1975 für außergewöhnliche Förderdienste, gestiftet von Ricardo Tassistro (Elferratsherr 1971–1984). Die Inschrift Semper Felix wünscht dem Träger Glück und ist zugleich eine Erinnerung an Felix Ackens, den ersten AKV-Präsidenten, der aus der Florresei austrat und den ACV gründete.
- Königsteinorden, verliehen seit 1988/89, elf Stück gestiftet von Jules Peters zu seinem 50. Geburtstag und Königsteins zehntem Todestag. Der Orden in Form einer silbernen Jakobsmuschel versinnbildlicht den Namen Jacques Königstein mit einer goldenen Eule auf dem oberen Rand und einem gekrönten Kieselstein in der Mitte. Er wurde bereits elfmal vergeben.
- Jölde Hazz va Oche verliehen seit 1988, gestiftet vom Elferrat, eine nicht jährlich zu vergebende Ehrung für besondere Dienste.
- Ex-Prinzen-Orden verliehen seit 1992 zum 111-jährigen AKV-Jubiläum nach Mitternacht am Veilchendienstag.
- Timotheus-Orden verliehen seit 1995, gestiftet von Wolfgang Tim Hammer (1997 Elferratsherr von Präsident Petzold) wird pro Jahr an drei Preisträger vergeben, die keine AKV-Mitglieder sind, den Verein aber ehrenamtlich unterstützt haben. Präsident, Geschäftsführer und Hammer treffen die Auswahl.
- Damen-Orden zur Festsitzung für die Damen der Mitglieder
- Herrenorden der Mitglieder
- Session-Orden
- Prinzen-Orden
- Mitgliedsorden für 25-jährige Mitgliedschaft mit silberner Zahl im Eichenkranz und für 50-jährige Mitgliedschaft mit goldener „50“ im Eichenkranz